# Тишине
Тишине је роман Меше Селимовића написан 1961. године.
Радња је смештена у периоду Другог светског рата и писан је у првом лицу. Говори о последицама које је рат оставио на људе, на њихове животе и уопштено на њихово размишљање. У овој психолошкој драми јасно се уочава повезаност главног лика (чије име писац не наводи у делу) и самог писца, што у ствари и јесте у стилу писања Меше Селимовића. Иако дело није привукло медијску пажњу као „Дервиш и смрт“ и „Тврђава“, и често је било критиковано, оно свакако заузима значајно место у стваралаштву Селимовића.